# Sutton Valence Castle
Sutton Valence Castle är ett slott i Storbritannien.   Det ligger i grevskapet Kent och riksdelen England, i den sydöstra delen av landet, 60 km sydost om huvudstaden London. Sutton Valence Castle ligger 91 meter över havet.
Terrängen runt Sutton Valence Castle är platt. Runt Sutton Valence Castle är det tätbefolkat, med 257 invånare per kvadratkilometer. Närmaste större samhälle är Gillingham, 19,9 km norr om Sutton Valence Castle. Trakten runt Sutton Valence Castle består till största delen av jordbruksmark.